# BEST OF La PomPon
『BEST OF La PomPon』（ベスト・オブ・ラポンポン）は、2018年1月24日にBeingから発売されたLa PomPonのベスト・アルバム。

## 解説
La PomPon初のアルバムはシングルのメイン曲が中心に収録されたDISC1と、シングルのカップリングや新曲で構成されたDISC2の2枚組。
初回盤A・初回盤B・通常盤の計3形態でリリースされた。なお、CDの収録内容は全形態同じである。
初回盤Aには2017年7月2日に渋谷で行われたワンマンライブのライブDVDが付き、初回盤BはA4サイズの写真集仕様となっている。
このアルバムがリリースされた後、オフィシャルサイトにて解散の発表、同年3月24日に解散ライブが行われたため、La PomPon名義としては最初で最後のアルバムである（2018年4月22日現在）。

## 収録曲

### DISC1
1. BUMP!!
作詞・作曲：藤末樹　編曲：大島こうすけ
2. HOT GIRLS
作詞：下地悠　作曲・編曲：DerMu
3. 謎
作詞・作曲：小松未歩　編曲：小澤正澄
4. ヤダ!嫌だ!ヤダ! 〜Sweet Teens ver.〜
作詞・作曲：大黒摩季　編曲：大島こうすけ
5. 運命のルーレット廻して
作詞：坂井泉水　作曲：栗林誠一郎　編曲：池田大介
6. サヨナラは始まりの言葉
作詞・作曲：鈴木健太朗　編曲：大河内航太
7. 想い出の九十九里浜
作詞：長戸大幸　作曲：織田哲郎　編曲：鶴澤夢人
8. 恋のB・G・M 〜イマハ、カタオモイ〜
作詞・作曲：本田光史郎　編曲：水島康貴
9. Feel fine!
作詞：倉木麻衣　作曲：徳永暁人　編曲：古井弘人
10. Mr.Lonely Boy
作詞・作曲：岩田秀聡　編曲：永野大輔・岩田秀聡

### DISC2
1. Give Me（新曲）
作詞・作曲・編曲：源田アツシ
2. 恋はずーく☆ダンス（2ndシングル初回盤のカップリング）
作詞：大黒摩季　作曲・編曲：SHIBU
3. 恋のABC（1stシングルのカップリング）
作詞・作曲：藤末樹　編曲：Mitsu.J
4. come ON NOW（配信限定）
作詞：KIRI　作曲：福田和哉　編曲：芳賀政哉
5. ふれんず（配信・6thシングル通常盤のカップリング）
作詞：GEN　作曲・編曲：野井洋児
6. ろっぽんぎのうた♪（1stシングルのカップリング）
作詞：T.ぽんたろう(c)　作曲：藤末樹　編曲：奥山アキラ・藤末樹
7. Sunset Dream（6thシングル初回盤のカップリング）
作詞：KIRI　作曲：福田和哉　編曲：芳賀政哉
8. Step by Step ～ろっぽんぎで頑張るワタシタチ～（2ndシングル通常盤のカップリング）
作詞：YUKINO・T.ぽんたろう　作曲：JYONGRI・Shinya Kitamura　編曲：Shinya Kitamura・Makoto Nishijima
9. Winter Magic（新曲）
作詞・作曲・編曲：The-ID